# Aces High
"Aces High" er en sang  fra Iron Maidens femte album ved navn Powerslave. Sangen er skrevet af Iron Maiden's bassist Steve Harris og sangen er kategoriseret som Speed Metal/Heavy Metal. "Aces High" er blandt de mest kendte Iron Maiden-sange og er sunget af Bruce Dickinson.
| Musik | Spire Denne musikartikel er en spire som bør udbygges. Du er velkommen til at hjælpe Wikipedia ved at udvide den. |